# Reijo Puiras
Reijo Matias Puiras (* 2. Mai 1952 in Chapleau; † 4. August 2017 in Thunder Bay) war ein kanadischer Skilangläufer.
Puiras wurde in Kanada geboren und wuchs in Finnland auf, wo er mit dem Skilanglauf begann. Im Jahr 1967 zog er mit seiner Familie zurück nach Kanada und wurde im Jahr 1971 Zweiter bei den kanadischen Juniorenmeisterschaften über 15 km. Bei den Nordischen Skiweltmeisterschaften 1974 in Falun kam er auf den 63. Platz über 15 km und auf den 13. Platz mit der Staffel. Zwei Jahre später belegte er in Innsbruck bei seiner einzigen Teilnahme an Olympischen Winterspielen den 56. Platz über 30 km. Nach seiner Karriere war er im Baugewerbe tätig und war für den Bau des Skilanglauf-Trainingszentrums Lappe Nordic Ski Centre in Thunder Bay zuständig.